# Cenntro Logistar 260
A Cenntro Logistar 260 egy akkumulátoros elektromos, könnyű, kisteherautó, amelyet a Karry autógyártó tervezett és gyárt 2019 óta.

## Áttekintés

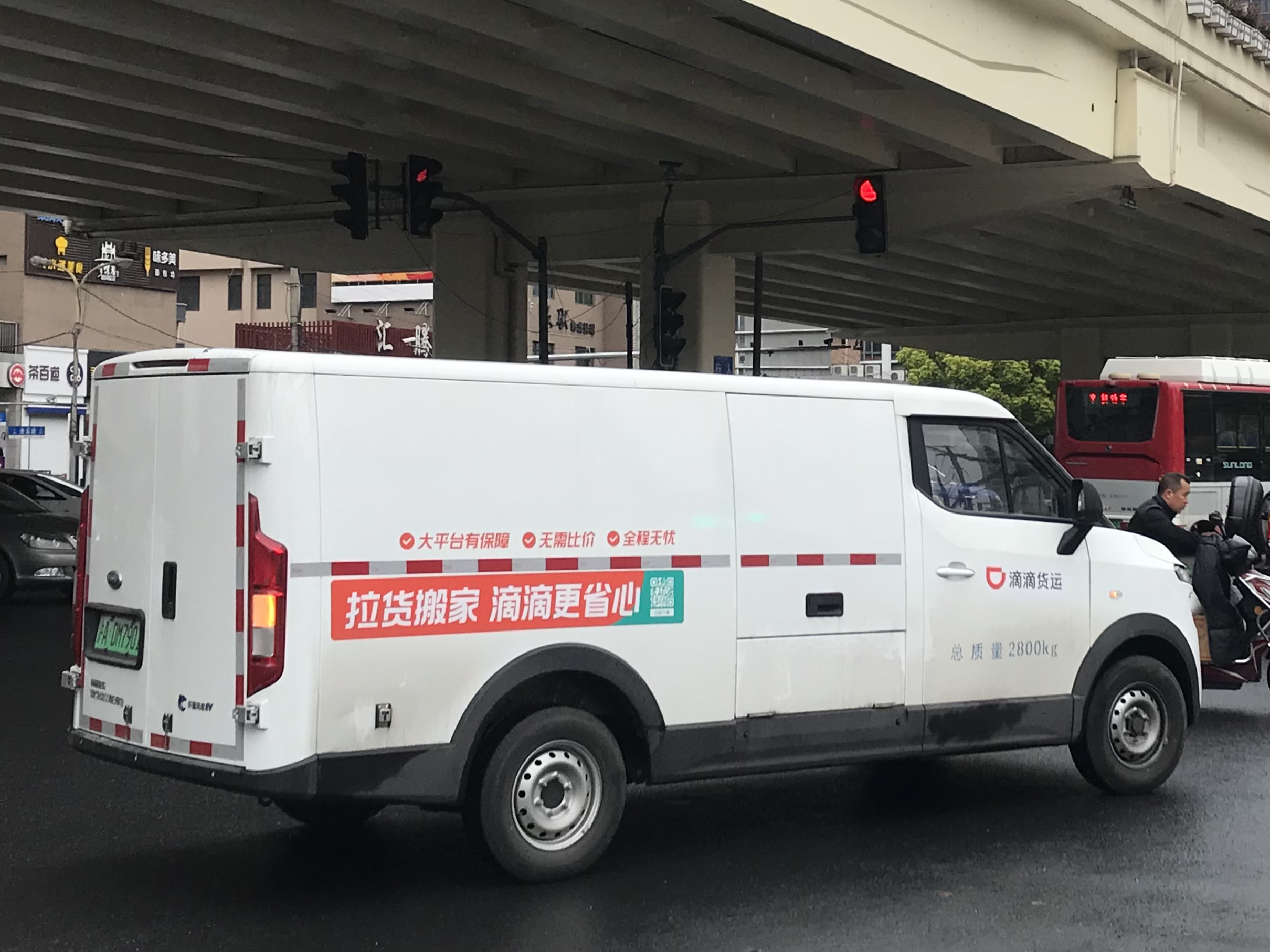
Cenntro Logistar 260 jobb hátsó nézetből

A Cenntro Logistar 260-at 2019. szeptember 19-én mutatták be. A jármű egy tisztán elektromos városi logisztikai furgon, amelyet kifejezetten a városi logisztika és elosztás igényeire terveztek.

### Műszaki adatok
A Cenntro Logistar 260 vázas alvázra épült, állandó mágneses szinkron villanymotorral, amely a hátsó tengely fölé került, és amelynek teljesítménye eléri a 115 lóerőt és 230 Nm nyomaték. Egy 44,5 kWh-s lítium-vas-foszfát lapos akkumulátorcsomag közvetlenül a padló alatt található. Hatótávolsága 271 km. A hajtáslánca hátsókerék-hajtású, MacPherson típusú független első felfüggesztéssel és hátsó laprugós felfüggesztésdel. A végsebesség 100 km/h.

## Fordítás
Ez a szócikk részben vagy egészben  a   Karry Dolphin című angol Wikipédia-szócikk ezen változatának fordításán alapul.  Az eredeti cikk szerkesztőit annak laptörténete sorolja fel. Ez a jelzés csupán a megfogalmazás eredetét és a szerzői jogokat jelzi, nem szolgál a cikkben szereplő információk forrásmegjelöléseként.